# Piazza Dante (Bergamo)

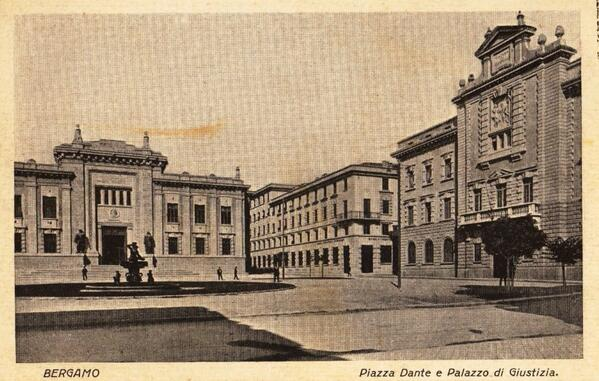
Piazza Dante e palazzo di Giustizia

Piazza Dante  è un'antica piazza di Bergamo posta nella parte bassa della città anticamente parte centrale della fiera alessandrina e successivamente del centro piacentiniano.

## Storia e descrizione
Piazza Dante raccoglie intorno a sé alcuni dei palazzi più importanti dello sviluppo novecentesco cittadino, nonché la storia di Bergamo, era infatti la parte centrale della fiera di Sant'Alessandro documentata già nell'899, e che aveva avuto un importante sviluppo negli anni successivi, fino a creare nel 1591 uno spazio composto di casotti e strutture in muratura che aveva al centro la fontana della fiera o del Trifone, progettata da Giovan Battista Caniana.
Agli inizi del Novecento la fiera aveva perso il suo interesse e i fabbricati erano da tempo non più utilizzati e, con il progetto assegnato a Marcello Piacentini fu creato il centro piacentiniano, importante centro commerciale e amministrativo cittadino, formando quella che è piazza Dante circondata dai più importanti palazzi della parte bassa di Bergamo.
Durante il secondo conflitto mondiale, a Bergamo furono costruiti rifugi antiaerei, con delibera cittadina del 25 aprile 1943. Tra i vari luoghi fu scelta anche la piazza e venne realizzato un ampio rifugio antiaereo di circa 1200 mq nel suo sottosuolo. Questo non fu mai utilizzato come rifugio, perché la città non fu mai oggetto di gravi bombardamenti, venne quindi, nel 1949 riqualificato diventando un Albergo Diurno, con la presenza di negozi, lavoratori di barbiere e parrucchiere, un'edicola, una sala giochi nonché servizi igienici, docce e vasche da bagno. L'attività venne chiusa nel 1973 e riaperta nel 2023 con una nuova gestione.
La piazza, per volontà dell'amministrazione comunale, è stata oggetto di una importante riqualificazione, con lavori durati cinque anni e terminati nel luglio del 2022, che hanno dato un nuovo aspetto alla zona mantenendo al centro la cinquecentesca fontana del Tritone.

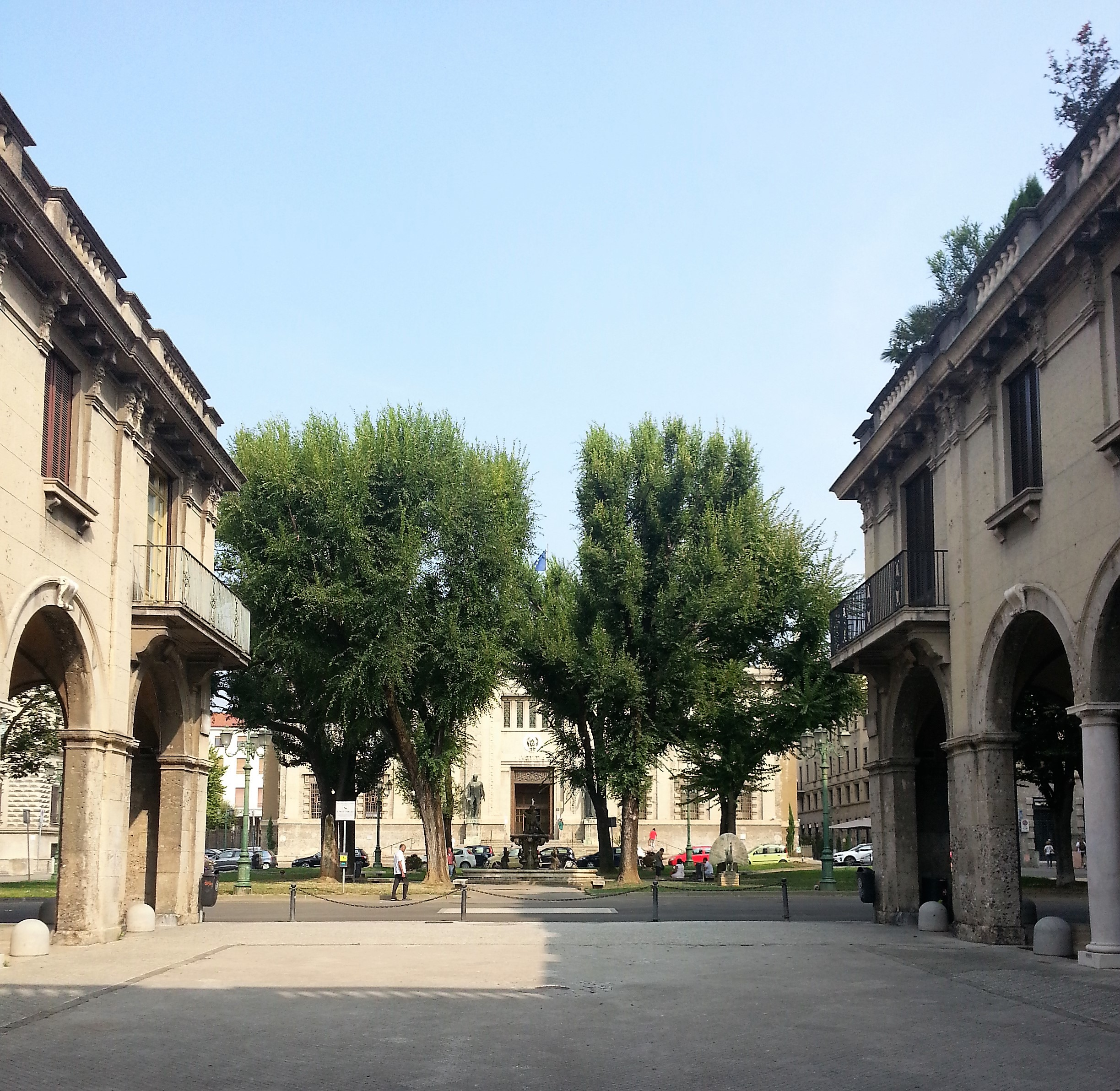
Sentierone- e piazza Dante

La piazza è stata nuovamente pavimentata in cubetti di porfido con disegni e losanghe anche nelle parti che in precedenza erano asfaltate, e il prolungamento dei due passaggi laterali in via Brigata Alpina Orobica e via Monte San Michele, mantenendo però il carattere di giardino con la posa di nuove piante come i carpini bianchi intorno alla fontana. La piazza ospita la scultura Il pavone di Elia Ajolfi che era stata temporaneamente rimossa durante i lavori di restauro.
È stato realizzato il prolungamento dei passaggi laterali all'edificio del tribunale (Via Monte San Michele e via Brigata Alpina Orobica, che rappresentavano anche due coni percettivi fondamentali per la vista di Città Alta) estendendo la pavimentazione in porfido con disegni a losanghe già presente anche ai due tratti asfaltati laterali all'area inerbita di piazza Dante.
Nella porzione centrale tra la piazzetta Piave e il tribunale, per la nuova pavimentazione lapidea è stato utilizzato lo stesso materiale del Sentierone, granito di San Fedelino.

## Palazzi
Sulla piazza si affacciano molti palazzi importanti:
- Palazzo della Banca d'Italia
- Palazzo di Giustizia
- Palazzo della Camera di Commercio
- Centro piacentiniano
- Fontana della fiera